# Epidendrum hookerianum
Epidendrum hookerianum är en orkidéart som beskrevs av Heinrich Gustav Reichenbach. Epidendrum hookerianum ingår i släktet Epidendrum och familjen orkidéer.
Artens utbredningsområde är Colombia. Inga underarter finns listade i Catalogue of Life.